# Инхеньеро-Луис-Уэрго
Инхеньеро-Луис-Уэрго (исп. Ingeniero Luis A. Huergo) — город и муниципалитет в департаменте Хенераль-Рока провинции Рио-Негро (Аргентина).

## История
Населённый пункт был основан в 1914 году. Он назван в честь инженера Луиса Аугусто Уэрго — первого инженера, получившего образование в Аргентине и ставшего первым президентом Научного общества Аргентины.